# Județul Bistrița-Năsăud
Bistrița-Năsăud (în maghiară Beszterce-Naszód megye, în germană Kreis Bistritz-Nassod) este un județ în Transilvania, România.  A fost înființat în anul 1968 prin reorganizarea teritorială a Regiunii Cluj (cumulând raioanele Bistrița și Năsăud). Cea mai mare parte a teritoriului județului de azi a făcut parte mai devreme din Județul Năsăud (interbelic), respectiv din Comitatul Bistrița-Năsăud (antebelic). Reședința și centrul cultural, educațional și economic a județului este municipiul Bistrița. Județul este împărțit, din punct de vedere administrativ, într-un municipiu (Bistrița), 3 orașe (Năsăud, Beclean, Sângeorz-Băi) și 59 de comune cu 232 de sate. Se învecinează cu județele Cluj, la vest, Maramureș, la nord, Suceava, la est și Mureș la sud.

## Date istorice
- 106-271 e.n.: cea mai mare parte din actualul județ Bistrița-Năsăud era inclusă în provincia romană Dacia, vestigiile care dovedesc acest fapt sunt castrele romane de la Orheiu Bistriței, Ilișua și Livezile.
- 1228: este atestata documentar comuna Șieuț.
- 1235: Este atestată documentar așezarea Beclean.
- 1241-1242: Așezările Rodnei, Bistriței și împrejurimile au fost devastate de marea invazie tătară.
- 1264, iul.16: Prima mențiune documentară a orașului Bistriței.
- 1353: Orașul Bistrița capătă dreptul de a avea pecete proprie și de a organiza un târg anual.
- 1409: Sigismund de Luxemburg acordă bistrițenilor dreptul de a ridica ziduri de apărare în jurul orașului.
- 1440: Așezarea Năsăud este menționată în documentele vremii.
- 1452: Regele Ladislau Postumul donează orașul Bistrița guvernatorului Ioan de Hunedoara.
- 1529-1546: Bistrița a fost stăpânită de Petru Rareș.
- 1601: Trupele generalului Giorgio Basta asediază burgul Bistriței, provocându-i mari distrugeri si execută, sub motivația ca localnicii i-au atacat trupele, mai mulți țărani din comuna Șieut, pe care i-a spânzurat pe dealul Acastailor. Tot atunci ucide doi români sub scocul morii din sat.
- Împărăteasa Maria Terezia hotărăște să ridice un riguros sistem de graniță militară, care s-a extins și pe valea Rodnei, valea Șieului și valea Someșului Mare; astfel, la Năsăud, a fost înființat Regimentul II (nr. 17) grăniceresc român de la Năsăud.
- 1762, 15 aprilie: Decretul imperial pentru înființarea miliției naționale grănicerești, în urma căruia ia ființă Regimentul II (nr. 17) grăniceresc român de la Năsăud.
- 1777: Este înființată la Năsăud prima școală confesională greco-catolică de învățători, numită și Preparandia, mai târziu devenind Școala Normală, urmând mai apoi a fi Liceul Pedagogic din Năsăud.
- 1790-1792: Este construită în Bistrița prima biserică românească, greco-catolică, din lemn, în afara orașului, pe actuala str. Crinilor. Fostul lăcaș de închinare român unit se afla în cartierul numit Hrube.
- 1794: Se înființează Institutul Militar Năsăud, cu predare în limbile română, germană și latină.
- 1863: Se deschid porțile Gimnaziului Superior Greco-Catolic din Năsăud (mai târziu liceu, iar mai apoi colegiu național).
- 1884: Episcopul Ioan Sabo, al Episcopiei de Gherla, a sfințit Biserica Sfântul Nicolae din Năsăud, ca biserică vicarială greco-catolică.
- 1888: Este inaugurată noua clădire a Gimnaziului Superior Greco-Catolic din Năsăud, actualul imobil al Colegiului Național "George Coșbuc".
- 1893: Mănăstirea minorită din Bistrița, biserica Coroana de azi, a fost cumpărată de către Biserica Greco-Catolică, devenind sediul protopopiatului român unit al Bistriței. Biserica a fost intabulată pe cultul greco-catolic încă din anul 1895. Astăzi, lăcașul de cult, neretrocedat, este deținut pe nedrept, din 1948, de către Biserica Ortodoxă Română
- 1918: La 4 noiembrie a luat ființă Sfatul Național Român din comitatul Bistrița-Năsăud, avându-l în frunte pe memorandistul Gavril Tripon.

## Demografie
În 2002, județul avea 311 657 locuitori.
Componența etnică a județtului Bistrița-Năsăud
     Români (90,25%)
     Maghiari (5,88%)
     Romi (3,57%)
     Germani (0,21%)
     Altă etnie (0,07%)
Bistrița-Năsăud - evoluția demografică

|  | Graficele sunt indisponibile din cauza unor probleme tehnice. Mai multe informații se găsesc la Phabricator și la wiki-ul MediaWiki. |

Date: Recensăminte sau birourile de statistică - grafică realizată de Wikipedia

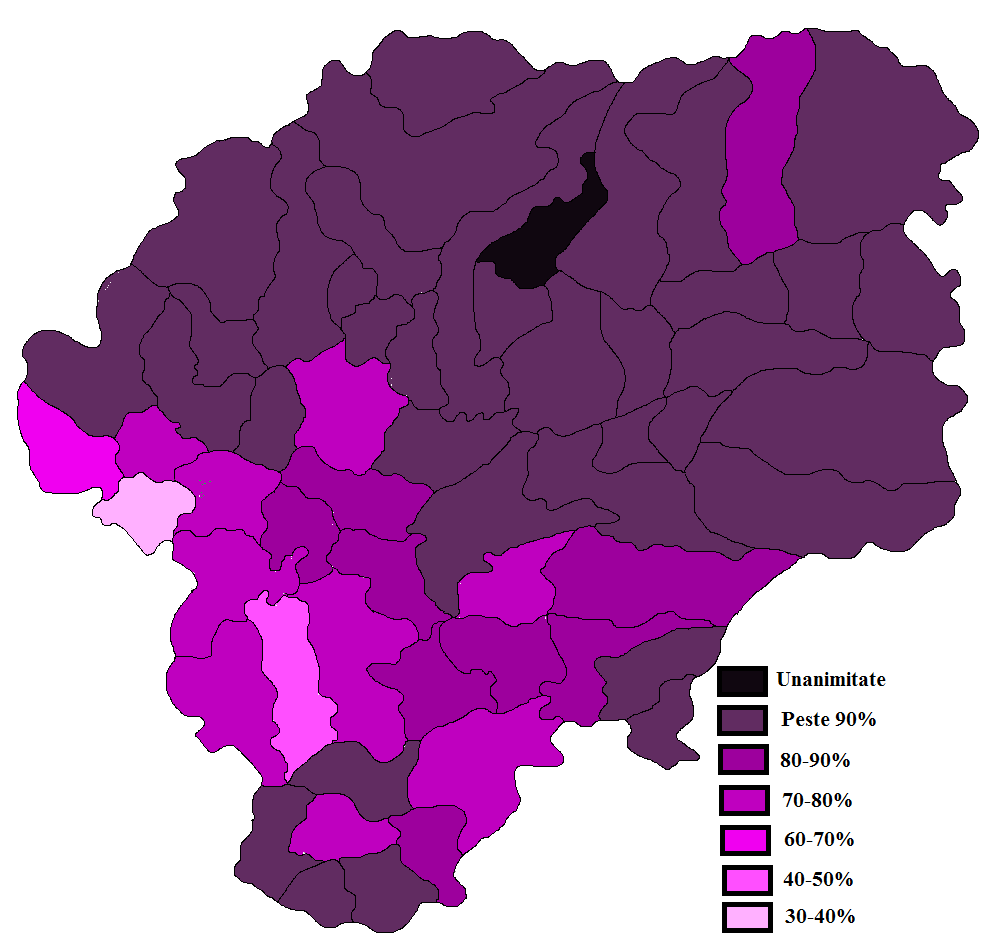
Ponderea românilor în comunele județului.
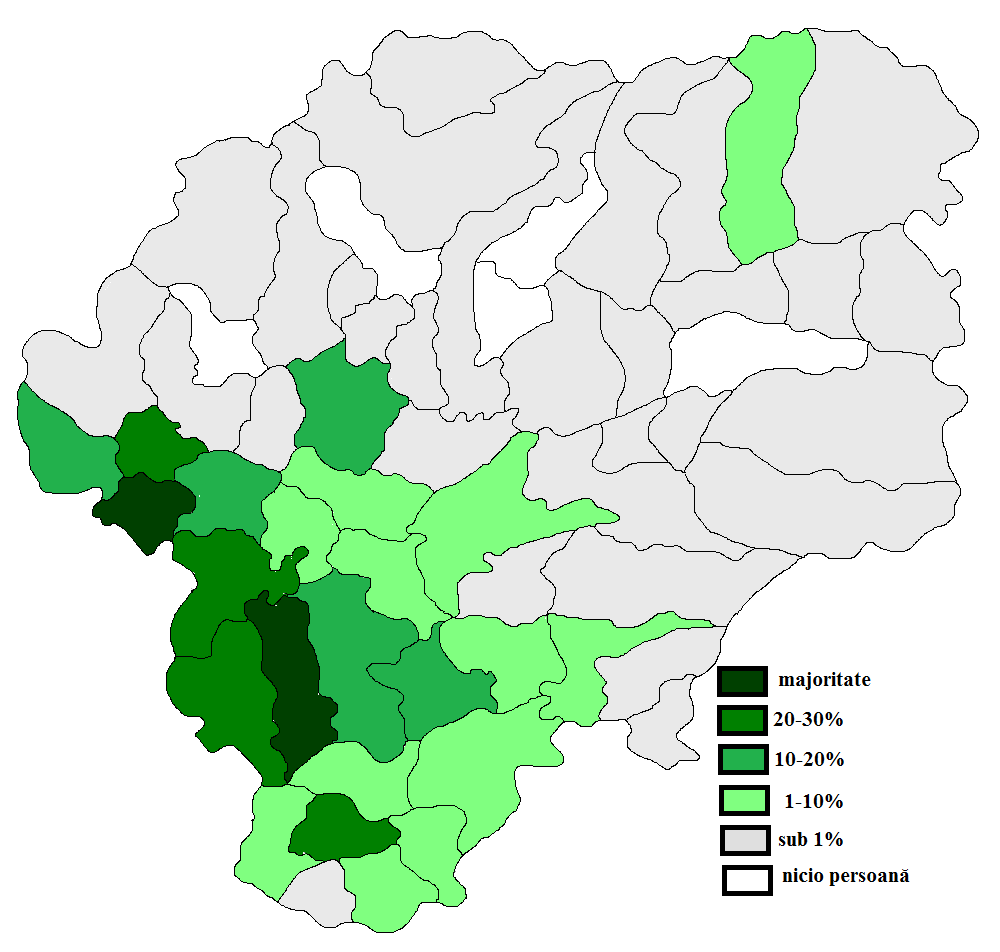
Ponderea maghiarilor în comunele județului.
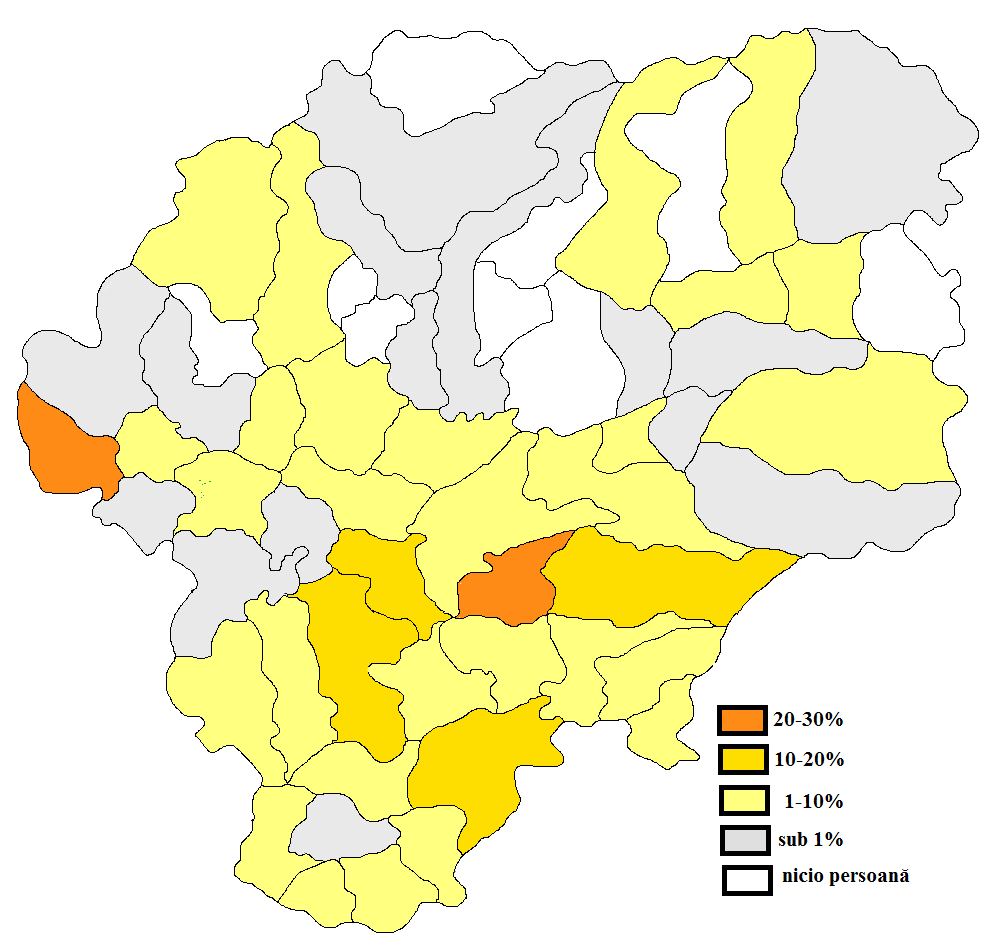
Ponderea romilor în comunele județului.
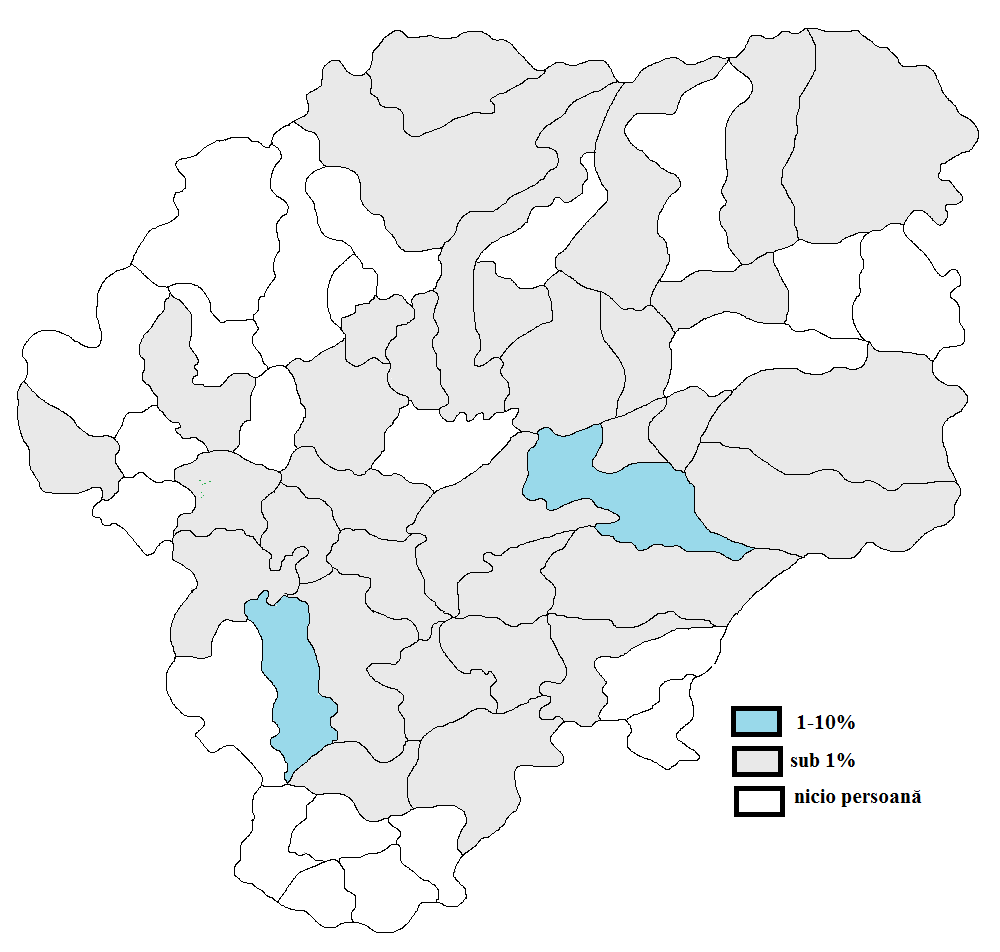
Ponderea germanilor în comunele județului.
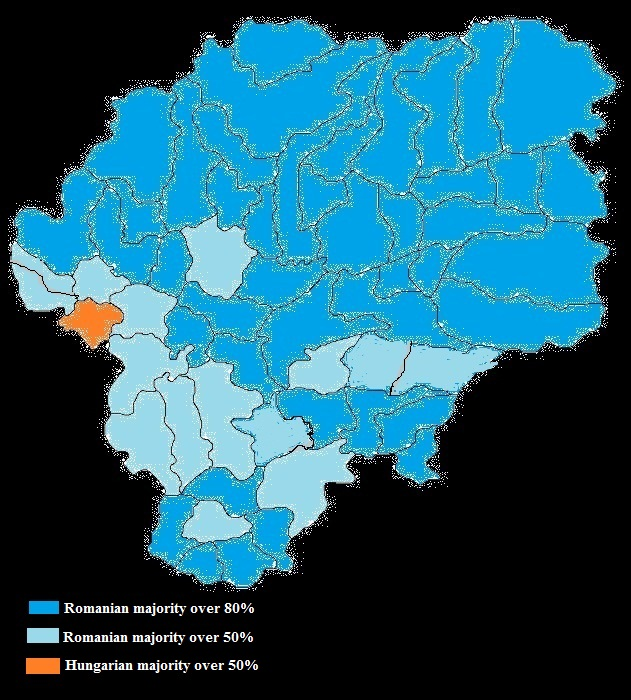
Harta etnică a Județului Bistrița-Năsăud, bazată pe recensâmăntul din 2011.

## Heraldică

Stema județului Bistrița-Năsăud

Este adoptată prin Hotărârea Guvernului nr. 684 din 30 septembrie 1998 și publicată în Monitorul Oficial nr. 416 din 15 octombrie 1998.
Stema județului Bistrița-Năsăud se compune dintr-un scut sfertuit; în primul cartier, pe fond de azur, se află acvila romană, ținând în ciocul roșu o cruce de aur și având pe piept un scut de argint cu inițialele VRR (Virtus Romana Rediviva); la baza acvilei se află o carte deschisă, de culoare albă. În cartierul secund, pe câmp de aur, este reprezentată, în culoare naturală, lupoaica cu Romulus și Remus. În cartierul trei, pe fond roșu, este conturat un scut cu bordură de aur, cu marginile neregulate, al cărui câmp este, de asemenea, roșu; în interiorul acestuia se află capul de bour, în culoare naturală, având între coarne o stea de aur, formată din șase raze. În cartierul patru, pe fond de argint, se află un personaj purtând costum popular, ținând în mâna dreaptă o suliță, iar în cea stângă, un scut cu ornament floral.
Acvila, lupoaica capitolină și deviza evocă originea latină a poporului roman. Personajul îi amintește pe grănicerii români din Năsăud. Scutul cu capul de bour face aluzie la posesiunile deținute de domnii Moldovei în zonă și la relațiile existente în epoca feudală între domnii Moldovei și aceste ținuturi.

## Turism
Bistrița-Năsăud este al nouălea județ de pe traseul turistic Via Transilvanica, care începe în Județul Mehedinți, străbate Munții Carpați și Podișul Transilvaniei, și se încheie la Mânăstirea Putna din Județul Suceava. Principalele atracții turistice sunt:
Monumente de arhitectură
- Ruinele Cetății Ciceului
- Casa Argintarului, Bistrița
- Turnul Dogarilor, Bistrița
- Ruinele cetății Rodnei
- Ruinle castrului roman de la Orheiu Bistriței
- Clădirea Poștei Vechi, Bistrița

Lăcașe de cult

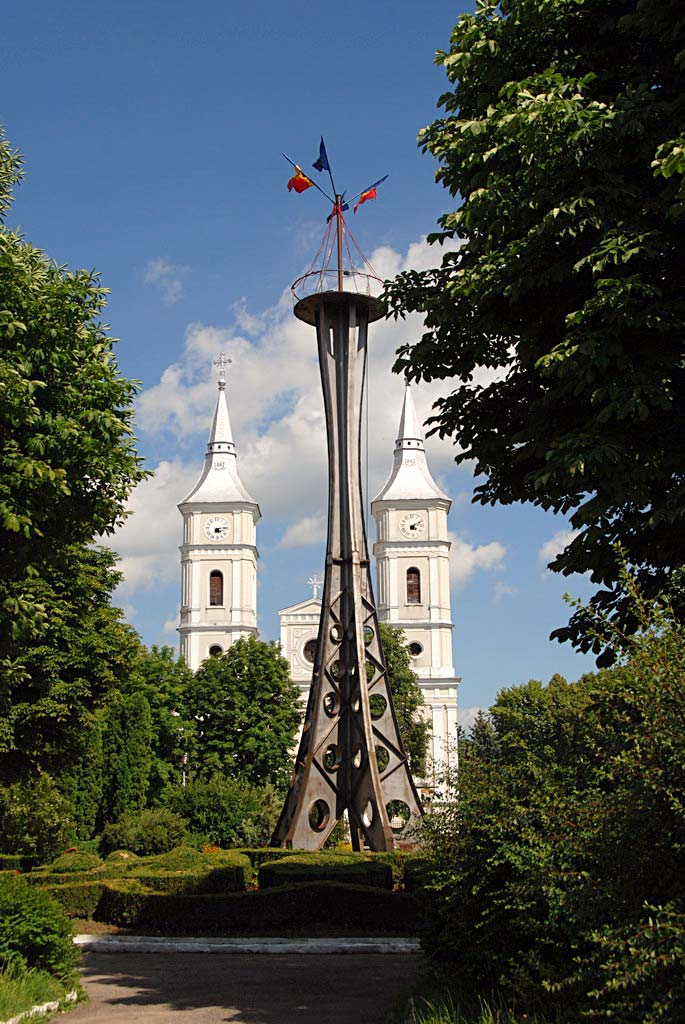
Biserica grănicerească (greco-catolică) din Năsăud

- Biserica reformată din Nimigea de Jos
- Biserica reformată din Beclean
- Biserica Evanghelică din Bistrița
- Mănăstirea minorită din Bistrița
- Biserica Ortodoxă "Sf. Treime", vechea biserică protopopială din Bistrița
- Biserica Greco-Catolică "Sfinții Arhangheli Mihail și Gavril", Bistrița
- Biserica Greco-Catolică "Buna Vestire", Bistrița
- Biserica romano-catolică din Bistrița
- Biserica Reformată, Bistrița
- Sinagoga, Bistrița
- Biserica evanghelică din Dumitra
- Biserica evanghelică din Herina
- Mănăstirea de la Vad, Ciceu
- Mănăstirea Nușeni, Nușeni
- Mănăstirea Piatra Fântânele, Piatra Fântânele
- Biserica cu zid de apărare construita de meșterii grăniceri din Sieut, singura de acest fel din Transilvania

Muzee și expoziții
- Muzeul Județean Bistrița-Năsăud, Bistrița (Muzeul deține cea mai bogată și complexă colecție de concrețiuni grezoase din lume[1])
- Muzeul Grăniceresc Năsăudean (Șvardia - vechiul edificiu al sediului Regimentului 2 de graniță)
- Muzeul de sub poartă, Livezile
- Muzeul de Artă Comparată, Sângeorz-Băi
- Muzeul Casa Argintarului, Bistrița
- Casa Memorială Andrei Mureșanu, Bistrița
- Casa Memorială Liviu Rebreanu, Liviu Rebreanu
- Casa Memorială George Coșbuc, Coșbuc
- Casa Memorială Ion Pop-Reteganul, Reteag

Peșteri
- Peștera Izvorul Tăușoarelor (în apropiere de Rebrișoara) - este cea mai adâncă peșteră din România (478.5m), iar galeriile subterane se întind pe aproximativ 16.5 km.
- Peștera Jgheabul lui Zalion (prin diferența sa de nivel de 242m, este a doua din România),
- Peștera Grota Zânelor.
- Peștera Măglei
- Peștera Baia lui Schneider
- Peștera Cobășel

Lacuri:
- Lacul Lala Mare sub vârfului Ineu, lac glaciar.
- Lacul Lala Mic sub vârfului Ineu, lac glaciar.
- Lacul Cetățele cunoscut și ca Tăul Căianului.
- Colibița baraj artificial în munții Căliman.
- Tăul Zânelor.
- Lacul Zagra, Zagra.

Rezervații naturale
- Rezervația mixtă „Ineu - Lala”.
- Piatra Corbului de la Budacul de Sus, parc geologic și vegetal, situat în munții Călimani.
- Muntele de sare de la Sărățel.
- Zăvoaiele Borcutului.
- Rezervația Tăușoare-Zalion de la Gersa
- Rezervația naturală „Peștera de la Izvorul Tăușoarelor”.
- Peștera Jgheabul lui Zalion
- Râpa Verde
- Râpa cu păpuși, Domnești
- Piatra Fântânele din Munții Bârgău
- Rezervația naturală „La Sărătură” de la Blăjenii de Jos
- Rezervația botanică Poiana cu narcise din Muntele Saca (Munții Rodnei)
- Poiana cu narcise de la Mogoșeni
- Pădurea din șes de la Orheiu Bistriței
- Vulcanii noroioși de la Monor, Bistrița-Năsăud
- Lacul Cetățele sau Tăul Căianului de la Căianu Mic.
- Râpa Mare de la Budacu de Sus
- Râpa Neagră de la Budacu de Sus
- Comarnic de la Cușma
- Valea Repede din Munții Călimani
- Rotunda-Preluci din Munții Rodnei
- Lacul Zagra, Zagra sau Tăul lui Alac".
- Stânca Iedului-Bujdeie din Munții Rodnei.
- Parcul Național Munții Rodnei

Valea și cheile Bistriței, pornesc din munții Călimani, de la altitudinea de 1.562m și se întind pe 65 km. Valea Repedea formează o rezervație vegetală complexă și se întinde pe 7 km, printre formațiunile vulcanice ale munților Călimani.
Parcul dendrologic Arcalia (la 17 km vest de Bistrița, în apropierea satului Arcalia) - se întinde pe mai mult de 16ha și adăpostește peste 150 de specii de copaci provenind din diverse zone ale lumii (salcâm japonez, brad argintiu, molid caucazian etc).
Stațiuni
- Sângeorz-Băi (la 56 km de Bistrița) - stațiune balneo-climaterică amplasată într-o zonă depresionară (465m) între munții Rodnei, Suhard și Bârgăului, pe valea râului Someșul Mare. Izvoarele minerale de la Sângeorz-Băi au fost atestate documentar înca din 1770.
- Colibița (830m altitudine) la 18 km de Prundu Bârgăului.
- Piatra Fântânele (1.100m, în pasul Tihuța, aici se poate practica schiul).
- Valea Vinului la 8 km de Rodna.
- Băile Figa, la 2 km de Beclean.

## Politică și administrație
Județul Bistrița-Năsăud este administrat de un consiliu județean format din 30 consilieri. În urma alegerilor locale din 2024, consiliul este prezidat de Emil Radu Moldovan de la PSD, iar componența politică a Consiliului este următoarea:
|  | Partid                                 | Consilieri | Componența Consiliului | Componența Consiliului | Componența Consiliului | Componența Consiliului | Componența Consiliului | Componența Consiliului | Componența Consiliului | Componența Consiliului | Componența Consiliului | Componența Consiliului | Componența Consiliului | Componența Consiliului | Componența Consiliului | Componența Consiliului |
|  | -------------------------------------- | ---------- | ---------------------- | ---------------------- | ---------------------- | ---------------------- | ---------------------- | ---------------------- | ---------------------- | ---------------------- | ---------------------- | ---------------------- | ---------------------- | ---------------------- | ---------------------- | ---------------------- |
|  | Partidul Social Democrat               | 14         |                        |                        |                        |                        |                        |                        |                        |                        |                        |                        |                        |                        |                        |                        |
|  | Partidul Național Liberal              | 10         |                        |                        |                        |                        |                        |                        |                        |                        |                        |                        |                        |                        |                        |                        |
|  | Alianța pentru Unirea Românilor        | 4          |                        |                        |                        |                        |                        |                        |                        |                        |                        |                        |                        |                        |                        |                        |
|  | Uniunea Democrată Maghiară din România | 2          |                        |                        |                        |                        |                        |                        |                        |                        |                        |                        |                        |                        |                        |                        |

## Diviziuni administrative
Județul este format din 62 unități administrativ-teritoriale: 1 municipiu, 3 orașe și 58 de comune.
Lista de mai jos conține unitățile administrativ-teritoriale din județul Bistrița-Năsăud.
| Stemă              | Nume                | Tip de localitate            | Populație          | Imagine            |
| Municipii și orașe | Municipii și orașe  | Municipii și orașe           | Municipii și orașe | Municipii și orașe |
| ------------------ | ------------------- | ---------------------------- | ------------------ | ------------------ |
|                    | Bistrița            | municipiu reședință de județ | 75.076             |                    |
|                    | Beclean             | oraș                         | 10.628             |                    |
|                    | Năsăud              | oraș                         | 9.587              |                    |
|                    | Sângeorz-Băi        | oraș                         | 9.679              |                    |
| Comune             |                     |                              |                    |                    |
|                    | Bistrița Bârgăului  | comună                       | 3.815              |                    |
|                    | Braniștea           | comună                       | 3.047              |                    |
|                    | Budacu de Jos       | comună                       | 2.772              |                    |
|                    | Budești             | comună                       | 1.856              |                    |
|                    | Cetate              | comună                       | 2.330              |                    |
|                    | Chiochiș            | comună                       | 3.086              |                    |
|                    | Chiuza              | comună                       | 1.866              |                    |
|                    | Ciceu-Giurgești     | comună                       | 1.505              |                    |
|                    | Ciceu-Mihăiești     | comună                       | 1.286              |                    |
|                    | Coșbuc              | comună                       | 1.524              |                    |
|                    | Căianu Mic          | comună                       | 3.357              |                    |
|                    | Dumitra             | comună                       | 4.282              |                    |
|                    | Dumitrița           | comună                       | 2.730              |                    |
|                    | Feldru              | comună                       | 7.669              |                    |
|                    | Galații Bistriței   | comună                       | 2.201              |                    |
|                    | Ilva Mare           | comună                       | 2.274              |                    |
|                    | Ilva Mică           | comună                       | 3.264              |                    |
|                    | Josenii Bârgăului   | comună                       | 4.541              |                    |
|                    | Lechința            | comună                       | 5.678              |                    |
|                    | Leșu                | comună                       | 2.510              |                    |
|                    | Livezile            | comună                       | 4.250              |                    |
|                    | Lunca Ilvei         | comună                       | 3.086              |                    |
|                    | Maieru              | comună                       | 7.089              |                    |
|                    | Matei               | comună                       | 2.563              |                    |
|                    | Miceștii de Câmpie  | comună                       | 1.086              |                    |
|                    | Milaș               | comună                       | 1.286              |                    |
|                    | Monor               | comună                       | 1.390              |                    |
|                    | Măgura Ilvei        | comună                       | 1.821              |                    |
|                    | Mărișelu            | comună                       | 2.383              |                    |
|                    | Negrilești          | comună                       | 2.447              |                    |
|                    | Nimigea             | comună                       | 5.075              |                    |
|                    | Nușeni              | comună                       | 3.037              |                    |
|                    | Parva               | comună                       | 2.371              |                    |
|                    | Petru Rareș         | comună                       | 3.351              |                    |
|                    | Poiana Ilvei        | comună                       | 1.407              |                    |
|                    | Prundu Bârgăului    | comună                       | 5.633              |                    |
|                    | Rebra               | comună                       | 3.163              |                    |
|                    | Rebrișoara          | comună                       | 4.269              |                    |
|                    | Rodna               | comună                       | 5.777              |                    |
|                    | Romuli              | comună                       | 1.672              |                    |
|                    | Runcu Salvei        | comună                       | 1.228              |                    |
|                    | Salva               | comună                       | 2.738              |                    |
|                    | Silivașu de Câmpie  | comună                       | 1.011              |                    |
|                    | Spermezeu           | comună                       | 3.123              |                    |
|                    | Sânmihaiu de Câmpie | comună                       | 1.459              |                    |
|                    | Teaca               | comună                       | 5.329              |                    |
|                    | Telciu              | comună                       | 5.798              |                    |
|                    | Tiha Bârgăului      | comună                       | 5.722              |                    |
|                    | Târlișua            | comună                       | 3.113              |                    |
|                    | Uriu                | comună                       | 3.208              |                    |
|                    | Urmeniș             | comună                       | 1.949              |                    |
|                    | Zagra               | comună                       | 3.527              |                    |
|                    | Șanț                | comună                       | 3.228              |                    |
|                    | Șieu                | comună                       | 2.827              |                    |
|                    | Șieu-Măgheruș       | comună                       | 3.756              |                    |
|                    | Șieu-Odorhei        | comună                       | 2.262              |                    |
|                    | Șieuț               | comună                       | 2.652              |                    |
|                    | Șintereag           | comună                       | 3.576              |                    |